# Xã Milford, Quận Beadle, Nam Dakota
Xã Milford (tiếng Anh: Milford Township) là một xã thuộc quận Beadle, tiểu bang Nam Dakota, Hoa Kỳ. Năm 2010, dân số của xã này là 74 người.